# リメイク (競走馬)
リメイク（欧字名:Remake、2019年4月18日 - ）は、日本の競走馬。主な勝ち鞍は2022年のカペラステークス、2023年のクラスターカップ、2023年・2024年のコリアスプリント連覇、2024年のリヤドダートスプリント。
馬名の意味は、「作り直す」。

## 戦績

### 2歳（2021年）
2021年10月2日、中京競馬場の2歳新馬戦（ダート1400m）に6番人気で出走し、8馬身差の圧勝でデビューした。

### 3歳（2022年）
2022年2月5日、4戦目の3歳1勝クラス（東京競馬場ダート1400m）で2勝目をあげると、3月13日の昇竜ステークス、5月1日の端午ステークスとダート1400mのオープン特別競走を連勝した。3連勝で臨んだ6月19日のユニコーンステークス（東京競馬場ダート1600m）は重賞初出走ながら単勝1番人気に支持されたが、直線残り100m付近で失速しペイシャエスの6着に敗北した。
次走に距離を短縮して8月16日のクラスターカップ（盛岡競馬場ダート1200m）を選択するが、出走直前に競走除外。仕切り直しの1戦となった9月21日のテレ玉杯オーバルスプリント（浦和競馬場ダート1400m）は優勝したシャマルから1馬身1/2差に追いすがり2着。
3歳最後の出走となった12月11日のカペラステークス（中山競馬場ダート1200m）ではリュウノユキナに次ぐ2番人気に支持された。前半3ハロン32秒2のハイペースの流れで道中は後方に待機して脚をため、最後の直線で外から豪快に差し切って2着リュウノユキナに4馬身差をつける完勝で重賞初優勝を飾った。騎乗した福永祐一騎手は3日前の12月8日に調教師試験に合格して翌2023年2月いっぱいの騎手引退が決まったばかりで、これが騎手として最後のJRA重賞勝利となった。

### 4歳（2023年）
4歳初戦はサウジアラビアに遠征し、カペラSの勝利により優先出走権を獲得した2月25日のリヤドダートスプリント（キングアブドゥルアジーズ競馬場ダート1200m）に出走することが決まり、当週が最終騎乗機会となる主戦騎手の福永祐一が騎乗依頼を受諾した。結果として福永の現役最終騎乗となったレースでは、カペラSと同様に道中後方に待機し直線伸びたが、先行して抜け出した米国馬2頭に届かず3着だった。次走はドバイに移動して3月25日のドバイゴールデンシャヒーン（メイダン競馬場ダート1200m）に武豊騎乗で出走するが、生涯初めての出遅れが響き5着に終わった。
帰国初戦、7月9日のプロキオンステークス（中京競馬場ダート1400m）は新たな鞍上に川田将雅を迎え、1番人気に推された。レースはハナに立った2番人気ドンフランキーが逃げて直線で後続を突き放し、リメイクは猛追するもののハナ差の2着に敗れた。8月15日に前年除外された盛岡のクラスターカップでドンフランキーと再戦し、中団待機から内を突いて先頭に立つとドンフランキーに2馬身1/2差をつけて雪辱を果たした。
次走はシャマルの辞退により次点で選出された9月10日のコリアスプリント（ソウル競馬場ダート1200m）への招待を受諾し、コリアカップに出走する同厩のクラウンプライドと一緒に韓国に遠征。レースでは直線で内から抜け出し、逃げ粘る地元韓国のポルマウィスター（벌마의스타）を楽に差し切ると4馬身差をつけて突き放し、コースレコードを0.4秒短縮して圧勝した。

## 競走成績
以下の内容は、JBISサーチ、netkeiba.com、サカブジョッキークラブ、Racing Post、エミレーツ競馬協会、Total Performance Dataおよび韓国馬事会の情報に基づく。
| 競走日     | 競馬場   | 競走名             | 格     | 距離（馬場）      | 頭 数 | 枠 番 | 馬 番 | オッズ （人気） | 着順  | タイム （上り3F） | 着差  | 騎手          | 斤量 [kg] | 1着馬（2着馬）     | 馬体重 [kg] |
| ---------- | -------- | ------------------ | ------ | ----------------- | ----- | ----- | ----- | --------------- | ----- | ----------------- | ----- | ------------- | --------- | ------------------ | ----------- |
| 2021.10.02 | 中京     | 2歳新馬            |        | ダ1400m（良）     | 11    | 5     | 5     | 011.20（6人）   | 01着  | R1:26.0（36.6）   | -1.3  | 0鮫島克駿     | 55        | （バルムンク）     | 476         |
| 0000.10.24 | 阪神     | なでしこ賞         | 1勝    | ダ1400m（良）     | 15    | 4     | 7     | 002.90（2人）   | 05着  | R1:25.7（38.8）   | -0.7  | 0鮫島克駿     | 55        | セキフウ           | 476         |
| 2022.01.22 | 中京     | 3歳1勝クラス       |        | ダ1400m（良）     | 8     | 2     | 2     | 004.30（3人）   | 03着  | R1:25.4（35.6）   | -0.2  | 0和田竜二     | 56        | ジレトール         | 488         |
| 0000.02.05 | 東京     | 3歳1勝クラス       |        | ダ1400m（良）     | 16    | 6     | 11    | 001.70（1人）   | 01着  | R1:25.3（36.9）   | -0.4  | 0横山武史     | 56        | （アポロリヤム）   | 480         |
| 0000.03.13 | 中京     | 昇竜S              | OP     | ダ1400m（良）     | 10    | 5     | 5     | 003.30（3人）   | 01着  | R1:23.5（36.7）   | -0.4  | 0福永祐一     | 56        | （ジレトール）     | 480         |
| 0000.05.01 | 阪神     | 端午S              | OP     | ダ1400m（重）     | 11    | 2     | 2     | 003.10（1人）   | 01着  | R1:23.2（35.3）   | -0.3  | 0福永祐一     | 57        | （ジレトール）     | 478         |
| 0000.06.19 | 東京     | ユニコーンS        | GIII   | ダ1600m（良）     | 15    | 4     | 7     | 003.70（1人）   | 06着  | R1:35.4（36.4）   | -0.2  | 0福永祐一     | 56        | ペイシャエス       | 472         |
| 0000.08.16 | 盛岡     | クラスターC        | JpnIII | ダ1200m（不）     | 13    | 3     | 4     |                 | 0除外 |                   |       | 0川田将雅     | 51        | オーロラテソーロ   | 計不        |
| 0000.09.21 | 浦和     | テレ玉杯オーバルSP | JpnIII | ダ1400m（重）     | 11    | 7     | 9     | 004.00（3人）   | 02着  | R1:26.0（35.9）   | -0.2  | 0福永祐一     | 52        | シャマル           | 474         |
| 0000.12.11 | 中山     | カペラS            | GIII   | ダ1200m（良）     | 16    | 3     | 6     | 005.20（2人）   | 01着  | R1:08.9（35.1）   | -0.7  | 0福永祐一     | 56        | （リュウノユキナ） | 486         |
| 2023.02.25 | KAA      | リヤドDS           | G3     | 0000ダ1200m（Fs） | 9     | 4     | 8     | 007.50（4人）   | 03着  | R1:11.97          | -0.96 | 0福永祐一     | 57        | Elite Power        | 計不        |
| 0000.03.25 | メイダン | ドバイGS           | G1     | 0000ダ1200m（Fs） | 14    | 9     | 8     | 015.10（7人）   | 05着  | R1:11.05（35.52） | -0.36 | 0武豊         | 57        | Sibelius           | 計不        |
| 0000.07.09 | 中京     | プロキオンS        | GIII   | ダ1400m（稍）     | 15    | 5     | 10    | 002.00（1人）   | 02着  | R1:23.1（37.0）   | -0.1  | 0川田将雅     | 58        | ドンフランキー     | 490         |
| 0000.08.15 | 盛岡     | クラスターC        | JpnIII | ダ1200m（重）     | 14    | 5     | 8     | 001.60（1人）   | 01着  | R1:08.6（33.5）   | -0.4  | 0川田将雅     | 55        | （ドンフランキー） | 485         |
| 0000.09.10 | ソウル   | コリアスプリント   | G3     | ダ1200m（良）     | 15    | 6     | 6     | 001.30（1人）   | 01着  | R1:10.0（34.3）   | -0.7  | 0川田将雅     | 57        | （Beolmaui Star）  | 480         |
| 0000.11.03 | 大井     | JBCスプリント      | JpnI   | ダ1200m（良）     | 15    | 6     | 11    | 001.20（1人）   | 02着  | R1:12.3（37.0）   | -0.3  | 0御神本訓史   | 57        | イグナイター       | 476         |
| 2024.02.24 | KAA      | リヤドDS           | G3     | ダ1200m（良）     | 10    |       | 8     | （1人）         | 01着  | R1:10.42          | -     | 0川田将雅     | 57        | （Skelly）         | 計不        |
| 0000.03.30 | メイダン | ドバイGS           | G1     | ダ1200m（良）     | 14    |       | 11    | 004.10（2人）   | 04着  | R1:11.5           | -1.4  | 0川田将雅     | 57        | Tuz                | 計不        |
| 0000.09.08 | ソウル   | コリアスプリント   | G3     | ダ1200m（稍）     | 15    |       | 7     | 001.20（1人）   | 01着  | R1:10.3（34.7）   | -0.4  | 0川田将雅     | 57        | （Jasper Krone）   | 487         |
| 0000.11.02 | デルマー | BCスプリント       | G1     | ダ1200m（良）     | 11    |       | 9     | （5人）         | 11着  |                   |       | 0川田将雅     | 57        | Straight No Chaser | 計不        |
| 2025.02.22 | KAA      | リヤドDS           | G2     | ダ1200m（Fs）     | 12    | 4     | 8     | 004.00（2人）   | 07着  | R1:13.01          | -1.85 | 0川田将雅     | 57        | Straight No Chaser | 計不        |
| 0000.04.05 | メイダン | ドバイGS           | G1     | ダ1200m（Fs）     | 11    | 7     | 7     | 025.70（5人）   | 10着  | R1:13.89          | -2.49 | 0L.デットーリ | 59.5      | Dark Saffron       | 計不        |

- タイム欄のRはレコード勝ちを示す
- 海外の競走の「枠番」欄にはゲート番を記載
- サウジアラビアのオッズ・人気はRacing Postのもの（日本式のオッズ表記とした）
- 韓国のオッズ・人気は現地主催者発表のもの
- 競走成績は2025年4月5日現在

## 血統表
| リメイクの血統          | リメイクの血統                                                                                   | リメイクの血統                                                                                   | （血統表の出典）                                                                                 | （血統表の出典）  |
| 父系                    | シアトルスルー系                                                                                 | シアトルスルー系                                                                                 | シアトルスルー系                                                                                 | [ § 2 ]           |
| 父 *ラニ Lani 2013 芦毛 | 父の父Tapit 2001 芦毛                                                                            | Pulpit                                                                                           | A.P. Indy                                                                                        | A.P. Indy         |
| 父 *ラニ Lani 2013 芦毛 | 父の父Tapit 2001 芦毛                                                                            | Pulpit                                                                                           | Preach                                                                                           |                   |
| 父 *ラニ Lani 2013 芦毛 | 父の父Tapit 2001 芦毛                                                                            | Tap Your Heels                                                                                   | Unbridled                                                                                        | Unbridled         |
| 父 *ラニ Lani 2013 芦毛 | 父の父Tapit 2001 芦毛                                                                            | Tap Your Heels                                                                                   | Ruby Slippers                                                                                    |                   |
| 父 *ラニ Lani 2013 芦毛 | 父の母ヘヴンリーロマンス 2000 鹿毛                                                               | *サンデーサイレンス                                                                              | Halo                                                                                             | Halo              |
| 父 *ラニ Lani 2013 芦毛 | 父の母ヘヴンリーロマンス 2000 鹿毛                                                               | *サンデーサイレンス                                                                              | Wishing Well                                                                                     |                   |
| 父 *ラニ Lani 2013 芦毛 | 父の母ヘヴンリーロマンス 2000 鹿毛                                                               | *ファーストアクト                                                                                | Sadler's Wells                                                                                   | Sadler's Wells    |
| 父 *ラニ Lani 2013 芦毛 | 父の母ヘヴンリーロマンス 2000 鹿毛                                                               | *ファーストアクト                                                                                | Arkadina                                                                                         |                   |
| 母 サリエル 2007 鹿毛   | 母の父キングカメハメハ 2001 鹿毛                                                                 | Kingmambo                                                                                        | Mr. Prospector                                                                                   | Mr. Prospector    |
| 母 サリエル 2007 鹿毛   | 母の父キングカメハメハ 2001 鹿毛                                                                 | Kingmambo                                                                                        | Miesque                                                                                          |                   |
| 母 サリエル 2007 鹿毛   | 母の父キングカメハメハ 2001 鹿毛                                                                 | *マンファス                                                                                      | *ラストタイクーン                                                                                | *ラストタイクーン |
| 母 サリエル 2007 鹿毛   | 母の父キングカメハメハ 2001 鹿毛                                                                 | *マンファス                                                                                      | Pilot Bird                                                                                       |                   |
| 母 サリエル 2007 鹿毛   | 母の母*シンコウノビー 1995 栗毛                                                                  | Nashwan                                                                                          | Blushing Groom                                                                                   | Blushing Groom    |
| 母 サリエル 2007 鹿毛   | 母の母*シンコウノビー 1995 栗毛                                                                  | Nashwan                                                                                          | Height of Fashion                                                                                |                   |
| 母 サリエル 2007 鹿毛   | 母の母*シンコウノビー 1995 栗毛                                                                  | Christabelle                                                                                     | Northern Dancer                                                                                  | Northern Dancer   |
| 母 サリエル 2007 鹿毛   | 母の母*シンコウノビー 1995 栗毛                                                                  | Christabelle                                                                                     | Where You Lead                                                                                   |                   |
| 母系(F-No.)             | シンコウノビー（USA）系(FN:14-f)                                                                 | シンコウノビー（USA）系(FN:14-f)                                                                 | シンコウノビー（USA）系(FN:14-f)                                                                 | [ § 3 ]           |
| 5代内の近親交配         | Northern Dancer 5×4 ＝ 9.38％、Mr.Prospector 5×4 ＝ 9.38％、Raise a Native 5･5（母内） ＝ 6.25％ | Northern Dancer 5×4 ＝ 9.38％、Mr.Prospector 5×4 ＝ 9.38％、Raise a Native 5･5（母内） ＝ 6.25％ | Northern Dancer 5×4 ＝ 9.38％、Mr.Prospector 5×4 ＝ 9.38％、Raise a Native 5･5（母内） ＝ 6.25％ | [ § 4 ]           |
| 出典                    | 1. 2. 3. 4.                                                                                      | 1. 2. 3. 4.                                                                                      | 1. 2. 3. 4.                                                                                      | 1. 2. 3. 4.       |

- 伯父に葵ステークスの勝ち馬でインドで種牡馬となったウインレジェンド。
- 4代母Where You Leadを祖とする牝系からはレインボウクエスト、ウォーニング、コマンダーインチーフなどが出ている。